# Мнимый больной (фильм, 1980)
«Мнимый больной» (1979; премьера — 1980) — советский двухсерийный телевизионный художественный фильм, музыкальная комедия по одноимённой пьесе Мольера. Шестой полнометражный фильм режиссёра Леонида Нечаева.

## Сюжет
Человек по имени Арган твёрдо уверен в своих постоянных болезнях и, как ни странно, с нездоровой увлечённостью заботится о здоровье посредством многочисленных лекарств. Этому потворствует его жена, которая хочет избавиться от двух своих падчериц (дочерей Аргана от первого брака), отправив их в монастырь, а затем дождаться и смерти мужа, чтобы стать хозяйкой всего состояния. Анжелика, старшая дочь Аргана, тайно любит молодого человека Клеанта, и он обещает как можно скорее попросить у её отца её руки. Неожиданно Арган объявляет, что намеревается выдать её замуж за другого молодого человека — он богатый наследник и скоро должен получить докторскую степень (что даст Аргану возможность заиметь родственников-врачей). Хотя за Анжелику вступается её служанка, Арган непреклонен. Ни Клеант, ни его возлюбленная сдаваться не собираются, а уж если на их стороне верная служанка и благоразумный дядя Анжелики, брат Аргана, то никаким преградам не остановить любящие сердца.

## Отличия от пьесы
- Фильм время от времени прерывается короткими весёлыми песнями, исполняемыми актёрами путешествующей труппы, которая остановилась рядом с домом Аргана. Они же помогают «проиллюстрировать» рассказ Клеанта перед тем, как он непонятно для присутствующих вступает в песенный диалог с Анжеликой. В пьесе никакой труппы нет, и Клеант сам рассказывает вступление к песням.
- Один из актёров репетирует отрывок монолога некоего Полишинеля; этот отрывок доносится до слуха семьи Аргана, и почти все ясно понимают, что актёр невольно описывает Белину, которая коварно втирается в доверие к Аргану. В пьесе Полишинель — это эпизодический персонаж, ростовщик, испытывающий романтические чувства к Туанетте. Он даже не участвует в основном действии пьесы, а лишь появляется в одном из балетных выходов между действиями. Туанетта обещает Анжелике послать его известить Клеанта о намечающейся свадьбе Анжелики с другим.
- Беральд, брат Аргана, взаимно влюблён в актрису из труппы и в течение фильма несколько раз взаимодействует с ней. Он участвует в сюжете с самого начала, тогда как в пьесе он появляется в конце второго действия и не имеет любовного интереса.
- В конце фильма Белина уходит из дома после того, как Туанетта и Беральд разоблачают перед Арганом её истинное отношение к нему. Когда остальные домочадцы веселятся с приглашёнными актёрами, Арган, заметив, что её нигде нет, выходит за ней на улицу. Показывается, что они вдвоём как будто о чём-то разговаривают, а затем Белина заботливо укрывает Аргана от холода, и они медленно возвращаются к дому. Также, когда Белина произносит над «умершим» Арганом речь о его образе жизни, в этой речи нет радости жадной «овдовевшей» хозяйки дома: наоборот, Белина явно горько разочарована своим неопрятным, вечно кашляющим супругом, который своим скверным характером давно уже сделал невыносимыми и жизни членов семьи и слуг. В пьесе Белина после новости о «смерти» Аргана приходит в восторг и хочет даже скрыть на время факт этой смерти, чтобы устроить всё, что касается состояния, так, как выгодно ей; а когда Арган оказывается живым, она пугается и выбегает прочь из комнаты.
- И фильм, и пьеса заканчиваются тем, что Аргана «производят в доктора» по предложению Беральда, а делают это актёры. Но в фильме посвящение происходит просто под всеобщие веселье, танцы и песни; в пьесе актёры наряжаются в докторов и исполняют песни, полные выдуманных «учёных» слов.
- В пьесе младшая дочь Аргана, Луизон, должна рассказывать отцу обо всём, что она может увидеть в доме. В частности, это касается его старшей дочери, Анжелики, которую Арган держит под строгим надзором. Именно по причине отцовского надзора Анжелике трудно было встретиться с Клеантом. В фильме Луизон (которой отведено больше внимания по сравнению с пьесой) следит чуть ли не за всеми подряд, и в конце Туанетта запирает её в комнате в наказание за постоянное стремление что-то разузнать. Тем не менее, Луизон, запертая в комнате, горько плачет — вероятно, от того, что она просто хочет угодить отцу и мачехе, потому что ей не хватает любви и ласки. (В начале фильма Белина даёт ей пощёчину за испачканное во время трапезы платье и выгоняет из столовой; впоследствии Арган угрожает её высечь за ложь, будто Луизон не видела Анжелику с Клеантом — а солгала она из-за того, что Анжелика попросила её не выдавать их). Туанетта, заметив, что Арган догоняет Белину, понимает, что между ними происходит нечто серьёзное, и в задумчивости возвращается к запертой комнате. Она слышит плач Луизон и сама еле сдерживает слёзы, проникнувшись к ней жалостью. Финальные кадры запечатлевают единственных счастливых людей — воссоединившихся на фоне веселящейся труппы актёров Анжелику и Клеанта.

## В ролях
- Олег Ефремов — Арган
- Наталья Гундарева — Белина, вторая жена Аргана
- Анатолий Ромашин — Беральд, брат Аргана
- Галина Беляева — Анжелика, старшая дочь Аргана от первого брака
- Вадим Гущин — Клеант, возлюбленный Анжелики
- Татьяна Васильева — Туанетта, служанка
- Аня Сотскова — Луизон, младшая дочь Аргана от первого брака
- Ролан Быков — Диафуарус, лекарь
- Станислав Садальский — Тома, сын Диафуаруса
- Александр Ширвиндт — Де Бонфуа, адвокат
- Валентина Игнатьева — Коломбина, молодая актриса
- Мария Барабанова — старая актриса
- Александр Назаров — Полишинель
- Александр Карпов — Пургон, врач (озвучивание — Артём Карапетян)
- Владимир Фирсов — Флеран, аптекарь (озвучивание — Олег Анофриев)
- Анатолий Елизаров — актёр

## Съёмочная группа
- Автор сценария: Александр Червинский
- Режиссёр: Леонид Нечаев
- Главный оператор: Юрий Схиртладзе
- Художник: Игорь Лемешев
- Композитор: Алексей Рыбников
- Текст песен: Юлий Ким (под псевдонимом Ю. Михайлов)